# 莫干山509号
莫干山509号又名白云山馆，位於浙江省湖州市德清縣莫干山景區境內。
莫干山509号建于1915年，业主为英国人廖平思，建筑面积687.9平方米，位于杭县路，是1920年以前莫干山上规模较大的一幢别墅。1928年6月，该建筑出售给黄郛，取夫妻二人黄膺白和沈逸云名字中各一字，命名为白云山馆。
2006年5月，莫干山509号作为莫干山別墅群的一部分，被國務院列為第六批全國重點文物保護單位。

## 外部連結
- 莫干山